# Германия на «Евровидении-1989»
Германия принимала участие в Евровидении 1989, проходившем в Лозанне, Швейцария. На конкурсе её представлял Нино де Анджело с песней «Flieger», выступавший под номером 21. В этом году страна заняла 14-е место, получив 46 баллов. Комментатором конкурса от Германии в этом году был Керстин Швейгофер, глашатаем — Томас Готтшалк.

## Национальный отбор
Песня в национальном отборе выбиралась с помощью голосования телезрителей..
| Номер | Артист           | Песня                       | Голоса | Место |
| ----- | ---------------- | --------------------------- | ------ | ----- |
| 1     | Ди Эрбен         | Bitte, nicht nochmal        | 1799   | 7-е   |
| 2     | Ксанаду          | Einen Traum für diese Welt  | 10891  | 2-е   |
| 3     | «Clou»           | Heut' nacht sind sie allein | 1156   | 9-е   |
| 4     | «Dorkas»         | Ich hab' Angst              | 7973   | 3-е   |
| 5     | Франческо Наполи | Viva l’amore                | 1659   | 8-е   |
| 6     | ЗуЗу             | Ich such' dich              | 1941   | 6-е   |
| 7     | Андреас Мартин   | Herz an Herz                | 3855   | 4-е   |
| 8     | Канан Браун      | Wunderland                  | 2570   | 5-е   |
| 9     | Нино де Анджело  | Flieger                     | 14625  | 1-е   |
| 10    | Карен Фост       | Diese Zeit                  | 841    | 10-е  |

## Страны, отдавшие баллы Германии
Каждая страна оценивает 10 участников оценками 1-8, 10, 12.
| 7 баллов     | 6 баллов         | 5 баллов           | 3 баллов        | 2 балла  | 1 балл              |
| ------------ | ---------------- | ------------------ | --------------- | -------- | ------------------- |
| Дания Италия | Швеция Швейцария | Португалия Бельгия | Греция Исландия | Ирландия | Кипр Великобритания |

## Страны, получившие баллы от Германии
| 12 баллов | Великобритания |
| 10 баллов | Испания        |
| 8 баллов  | Швеция         |
| 7 баллов  | Италия         |
| 6 баллов  | Нидерланды     |
| 5 баллов  | Австрия        |
| 4 балла   | Ирландия       |
| 3 балла   | Израиль        |
| 2 балла   | Франция        |
| 1 балл    | Югославия      |